# 가와베촌 (에히메현)
가와베촌(河辺村)은 에히메현 난요지방에 있던 촌이다.
2005년 1월 11일, 오슈시, 나가하마정, 히지카와정과 합병해 새롭게 오슈시가 되었다.

## 역사
전국기의 것으로 보이는 고성·성채 터가 몇 개 마을 내에 있으나 대규모 전란의 무대가 된 기록은 보이지 않는다.
근 세초에 오스 번령이 되었고, 1623년(겐와 9년) - 니타니 번의 분번에 의해 가와사키가 니타니 번령이 되었다.
- 1889년 12월 15일 - 정촌제 시행에 야마토사카촌, 오쿠나촌이 성립하였다.
- 1909년 1월 1일 - 야마토사카촌과 오쿠촌이 합병에 의해 가와베촌이 성립하였다.
- 1951년 1월 1일 - 옛 히지카와촌과 촌에서 분리되어 탄생. 전후 자치 의식의 고조와 함께 전쟁 전에 강제적으로 합병된 것으로부터 분촌 운동이 고조되어 그 성과였다. 쇼와의 합병 때에는 합병하지 않았다.
- 2005년 1월 11일 - 오슈시, 나가하마정, 히지카와정과 합병해, 새롭게 오슈시가 되어 가와베촌은 소멸하였다.

## 교통
히지카와정과의 경계 부근에 건설 예정인 야마토리자카댐(야마토사카댐)의 건설 구상이 제기된 지 오랜 세월이 지났지만, 부근의 도로가 수몰지가 됨에 따라 댐 건설의 개요가 정해지지 않으면 도로 개수가 사실상 정지된 상태이다. 이 도로는 지역 밖과 연결되는 생명선으로 댐의 조기 건설 착수, 공사용 도로를 포함한 조기 정비를 마을 주민들은 기다리고 있었다.

### 도로
- 에히메현도 제55호선
- 에히메현도 제56호선
- 에히메현도 제245호선
- 에히메현도 제310호선
- 에히메현도 제342호선